# Асгар Модір Роста
Алі Асгар Модір Роста (перс. علی اصغر مدیر روست, нар. 25 липня 1968, Тегеран) — іранський футболіст, що грав на позиції нападника, зокрема за клуби «ПАС Тегеран» та «Бахман», а також за національну збірну Ірану. По завершенні ігрової кар'єри — тренер.

## Клубна кар'єра
У дорослому футболі дебютував 1985 року виступами за команду «Нафт Тегеран», в якій провів один сезон. 
Протягом 1986—1987 років захищав кольори клубу «Дараеї».
Своєю грою за останню команду привернув увагу представників тренерського штабу клубу «ПАС Тегеран», до складу якого приєднався 1989 року. Відіграв за команду з Тегерана наступні чотири сезони своєї ігрової кар'єри.
Протягом 1993—1995 років захищав кольори клубу «Кешаварц», звідки перейшов до «Бахмана», у складі якого провів наступні шість років своєї кар'єри гравця. 
У 2001—2003 роках захищав кольори клубу «Пайкан», а завершував ігрову кар'єру у команді «Шахаб Заньян», за яку виступав протягом 2003—2006 років.

## Виступи за збірну
1990 року дебютував в офіційних матчах у складі національної збірної Ірану.
У складі збірної був учасником кубка Азії з футболу 1992 року в Японії.
Загалом протягом дев'ятирічної кар'єри в національній команді провів у її формі 30 матчів, забивши 9 голів.

## Кар'єра тренера
Розпочав тренерську кар'єру невдовзі по завершенні кар'єри гравця, 2008 року, очоливши тренерський штаб клубу «Пайкан».
Згодом у 2009–2012 роках тренував «ПАС Гамадан» та «Шахрдарі» (Тебриз).